# Hipónico I
Hipónico (en griego antiguo: Ἱππόνικος Hipónicos), fl. siglo VI a. C., llamado Hipónico I al ser el primer miembro conocido de una larga familia ateniense en la que ese nombre aparecerá repetidas veces.
Es mencionado por Plutarco como una de las tres personas a quienes Solón hizo saber su intención de establecer una condonación general de deudas (σεισάχθεια, sisactía), en 594 a. C. Todos ellos utilizaron esa información privilegiada para beneficiarse fraudulentamente, comprando grandes propiedades con dinero prestado. Aristóteles cree que ese fue quizá el origen de la riqueza posterior de sus familias, todas ellas influyentes en la vida ateniense del siglo siguiente. Pero el filológo y helenista August Böckh cree que tal relato pudo ser fruto de la envidia de sus contemporáneos.
Es probablemente tío de Calias, hijo de Fenipo, conocido como Calias I.

## Una genealogía de Hipónicos y Calias
Este Hipónico es el primer nombre disponible de una genealogía que abarca seis generaciones de una familia eupátrida de Atenas, en la que se alternan regulamente los nombres Hipónico y Calias. Esta familia era rica, disfrutaba hereditariamente del oficio sacerdotal de δᾳδοῦχος (daduco o ‘portador de la antorcha’) en los misterios de Eleusis, y sus miembros se consideraban descendientes de Triptólemo. Los miembros conocidos son:
- Hipónico I, probable tío de
- Calias I, enemigo de los Pisístratidas, padre de
- Hipónico II, o Hipónico Amón, padre de
- Calias II, luchador en Maratón, negociador de la paz de Calias y de la paz de los Treinta Años, padre de
- Hipónico III, general ateniense, padre de
- Calias III, amigo de Sócrates, dilapidador de la fortuna familiar heredada, padre de un último
- Hipónico, del que solo conocemos su nombre.